# فوریو منیکونی
فوریو منیکونی (ایتالیایی: Furio Meniconi؛ ‏ ۲۲ فوریه ۱۹۲۴ – ۱۲ دسامبر ۱۹۸۱) هنرپیشهٔ ایتالیایی بود.
از فیلم‌هایی که وی در آن نقش داشته است، می‌توان به هزینه گزافی برای جانم خواهم داد، کلئوپاترا، سرت را بدزد، احمق!، یک نابغه، دو شریک و یک ساده‌دل، مردی از شرق، ولکان، پسر ژوپیتر، نشان ونوس، هفت‌خوان علی‌بابا، قرمز تیره، حتی فرشتگان هم لوبیا می‌خورند، کارتاژ در شعله‌های آتش، بن هور، آتیلا، بکش یا بمیر و رنج و سرمستی اشاره کرد.